# Aleksander II Romanow
Aleksander II Mikołajewicz (ros. Александр II Николаевич; ur. 17 kwietnia?/29 kwietnia 1818 w Moskwie, zm. 1 marca?/13 marca 1881 w Petersburgu) – cesarz Wszechrusi, król Polski i wielki książę Finlandii w latach 1855–1881. Twórca wielu liberalnych reform, m.in. uwłaszczenia chłopów w Rosji i Królestwie Polskim. W 1867 sprzedał Alaskę Stanom Zjednoczonym za 7,2 mln dolarów.

## Życiorys

### Dzieciństwo i młodość
Aleksander Mikołajewicz Romanow urodził się 17 kwietnia?/29 kwietnia 1818 roku w Moskwie. Był synem Mikołaja I (1796–1855) z dynastii Romanowów i Charlotty Hohenzollern (1798–1860), księżniczki pruskiej, która po przejściu na prawosławie przyjęła imię Aleksandra Fiodorowna. W wieku sześciu lat został powierzony opiece wychowawców. Jego opiekunami i nauczycielami byli niemiecki oficer Merder odpowiedzialny za ćwiczenia wojskowe oraz rosyjski poeta i tłumacz Wasyl Żukowski (1783–1852). Żukowski wychowywał następcę tronu na „dobrego chrześcijanina”. Za aprobatą cara Mikołaja narzucił Aleksandrowi surowy plan obowiązków: Pobudka o szóstej rano, do południa pięć godzin lekcji w klasie, później spacer, podczas spaceru także rozmowy i zajęcia. Po spacerze obiad, a po obiedzie znów nauka do siódmej wieczorem. Po zajęciach gimnastyka lub gry, kolacja, modlitwa i sen.
W wieku 18 lat Aleksander odbył dłuższą podróż po Rosji. W ciągu 6 miesięcy odwiedził ponad 300 carskich prowincji. Był na Syberii i Uralu. W trakcie podróży zobaczył najważniejsze miasta, fabryki, folwarki, miejsca kultu i koszary. Wziął udział w wielu paradach wojskowych, balach i przyjęciach. Był pierwszym następcą rosyjskiego tronu, który na własne oczy zobaczył kraj poddany w przyszłości jego władzy. Po powrocie z podróży odpoczywał w Bad Ems. Następnie znów ruszył w podróż. Tym razem po Europie. Najpierw zatrzymał się w Prusach Fryderyka Wilhelma III. Potem odwiedził Wiedeń, gdzie spotkał kanclerza Metternicha. Po Wiedniu były Włochy, a później ponownie państwa niemieckie: Badenia, Wirtembergia i Hesja-Darmstadt.
W kwietniu 1841 roku poślubił piętnastoletnią księżniczkę Marię z Hesji-Darmstadt, która po przejściu na prawosławie przyjęła imię Marii Aleksandrowny. Pierwsze lata małżeństwa były szczęśliwe. Później Aleksander coraz częściej spotykał się z innymi kobietami. Jedną z nich była Katarzyna Dołgorukowa, córka księcia Michaiła Dołgorukowa i Wiery Wiszniewskiej. Katarzyna w chwili poznania miała 17, a Aleksander 46 lat. Romans wówczas już cara z Katarzyną stał się publiczną tajemnicą.

### Reforma uwłaszczeniowa
Po wojnie krymskiej Aleksander II zdecydował się na wprowadzenie szerokich reform społecznych i gospodarczych. Najważniejszą z nich była reforma uwłaszczeniowa na wsi, jaka po wieloletnich przygotowaniach weszła w życie, przez wydanie w lutym 1861 carskiego manifestu o reformie wraz z towarzyszącymi mu ustawami. Zgodnie z nimi właściciele ziemscy nie mieli już prawa dysponować chłopami, karać ich czy przesiedlać. Chłopi zaś mogli nabywać ziemię na własność i otrzymywali nadziały gruntowe za część nominalnej ich wartości i na wieloletnie raty.
Praktycznie pełna realizacja reformy agrarnej trwała kilkanaście lat, była korzystna dla państwa i właścicieli ziemskich, którzy otrzymali pieniądze. Chłopi otrzymali ziemię, ale obciążeni zostali poza opłatami podatkowymi także długoletnimi, wysoko oprocentowanymi, spłatami wykupowymi. Kręgi rewolucyjno-demokratyczne i liberalne w Rosji krytykowały tę reformę za jej połowiczność i przerzucenie kosztów na wieś; w różnych guberniach dochodziło do wystąpień chłopskich. Spotkały się one z ostrymi represjami, aresztowaniami, sądami i zsyłkami na katorgę.
Polityka Aleksandra II wobec Polaków początkowo była łagodniejsza od polityki, którą uprawiał jego ojciec (Mikołaj I). W kwietniu 1856 Aleksander zniósł w Królestwie i na Litwie stan wojenny. W maju tego roku ogłosił amnestię (obwarowaną wieloma warunkami) dla popowstaniowej emigracji polskiej z roku 1831, a we wrześniu ułaskawił znaczną część zesłańców na Sybir. Jednak Polacy, jak wyraził się w czasie swojej pierwszej wizyty w Warszawie w maju 1856, mieli wyzbyć się wszelkich marzeń o reformach politycznych.

### Powstanie styczniowe
W styczniu 1863 w Królestwie Polskim wybuchło powstanie niepodległościowe Polaków. Stłumione zostało pod koniec 1863, ale pojedyncze wystąpienia powstańców trwały do jesieni 1864. Jeszcze w trakcie insurekcji, 2 marca 1864, Aleksander II wydał dekret o przeprowadzeniu w królestwie reformy uwłaszczeniowej.

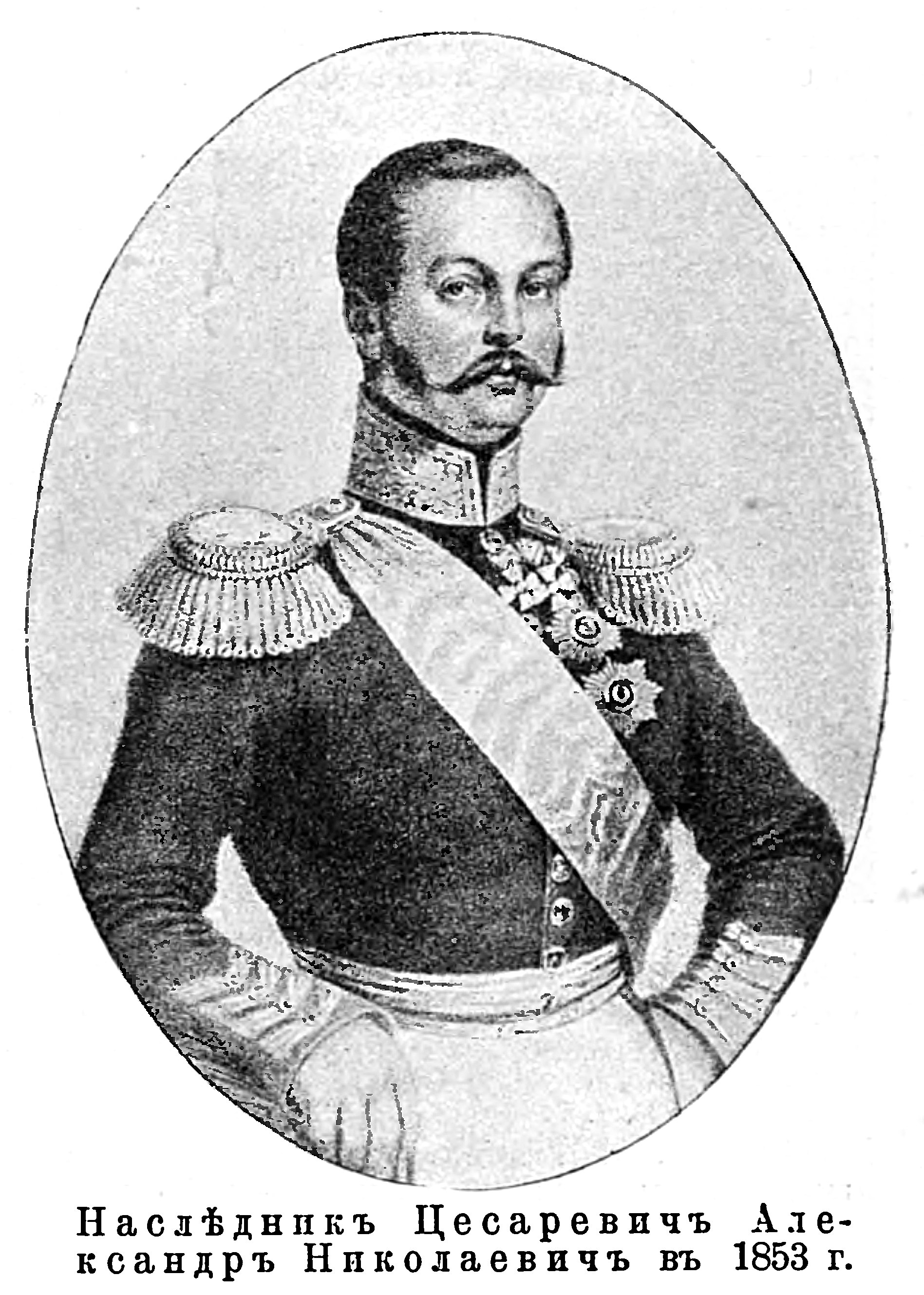
Car Aleksander II, 1853

Po stłumieniu powstania styczniowego car podjął działania zmierzające do rusyfikacji Podola, Wołynia i Kijowszczyzny i pozbycia się z niej wpływów polskich poprzez doprowadzenie do zmniejszenia liczby polskich majątków ziemskich, zwolnienie z pracy urzędników wyznania rzymskokatolickiego, przyspieszenie procesu zamykania klasztorów i kościołów rzymskokatolickich, zamknięcia szkół polskich, wprowadzenie specjalnych obciążeń podatkowych dla Polaków.

### Reformy sądownictwa, szkolnictwa i ziemstwa
Równocześnie, równolegle z reformą agrarną, w latach 60. XIX wieku wprowadzone zostały w Rosji reformy w sądownictwie cywilnym i wojskowym, wojskowości, szkolnictwie wszystkich typów, finansach państwowych. Duże znaczenie miało wprowadzenie organów samorządowych w guberniach i powiatach w postaci tzw. urzędów ziemskich (1864). Miały zajmować się one podniesieniem poziomu technicznego rolnictwa, rozwojem oświaty, opieki społecznej, szpitalnictwa, miejscowego handlu i przemysłu oraz budownictwem lokalnych dróg i mostów. W 1870 wprowadzono też samorządne dumy miejskie. W 1863 wprowadzono ograniczoną autonomię uniwersytetów, a rok później przeprowadzono gruntowną reformę sądową. Oskarżeni uzyskali prawo do obrony, zaczęli w Rosji działać adwokaci i sędziowie przysięgli. Sędziowie stali się niezawiśli i nieusuwalni, a procesy były odtąd jawne. Wobec skazanych nie praktykowano już kar cielesnych (poza zesłanymi na katorgę). W 1874 weszła w życie przygotowana przez generała Dmitrija Milutina reforma wojskowa. Jednakowym obowiązkiem służby wojskowej objęto wszystkich poddanych cesarstwa, bez względu na stan. Czas trwania służby skrócono do 6 lat (wcześniej trwała kilkanaście, nawet do 25). Osobom z wyższym wykształceniem czas ten jeszcze bardziej skracano.
Reformy te pozbawione były rękojmi trwałości (zasada, iż wola cesarza jest prawem, pozostawała niezmieniona), zaś zmianom wolnościowym towarzyszyły prześladowania (np. likwidacja unickiej diecezji chełmskiej i ukaz emski).

### Polityka zagraniczna
W swej polityce zagranicznej dyplomacja rosyjska przez 15 lat zabiegała o zniesienie restrykcji w rejonie Morza Czarnego, jakie nakładał traktat paryski po wojnie krymskiej. W tym celu Rosja starała się o poparcie Francji, Austrii i Prus. Francja obyła się jednak bez pomocy w swej krótkiej wojnie z Austrią o zjednoczenie Włoch w 1860, zaś Austria i Rosja miały rozbieżne interesy na Bałkanach. Jedynie Prusy wspomogły roszczenia Rosji, za cenę jej neutralności w wojnie prusko-francuskiej w 1870. W efekcie doszło do konferencji mocarstw europejskich w Londynie, na której Rosja odzyskała możliwość posiadania floty wojennej i budowy umocnień na wybrzeżach Morza Czarnego. W latach 1872–1873 Aleksander II włączył się w budowę porozumienia z Rzeszą Niemiecką i Austro-Węgrami, co zaowocowało utworzeniem Sojuszu Trzech Cesarzy.
W 1867 r. założony został Rosyjski Czerwony Krzyż, z inicjatywy carskiego rządu zwołane zostały międzynarodowe konferencje, na których uchwalone zostały deklaracja petersburska (1868) o zakazie broni powodującej nadmierne okaleczenia oraz deklaracja brukselska (1874) o prawach i obyczajach wojen.

### Podboje i zagospodarowanie Azji
Przez całą drugą połowę XIX wieku Rosja prowadziła intensywną eksplorację terytoriów w Azji i na Dalekim Wschodzie. W wyniku pertraktacji z Chinami w 1858, do Rosji przyłączony został Kraj Nadamurski, położony na północ od rzeki Amur, oraz Kraj Ussuryjski, gdzie Rosjanie założyli kilka nowych miast, w tym Chabarowsk i wielki niezamarzający port Władywostok nad Morzem Japońskim. Od 1853 Rosja zaanektowała również północną część wyspy Sachalin, zaś w 1875 jego część południową, w zamian za szereg wysp Archipelagu Kurylskiego przekazanych Japonii. Natomiast w 1867 sprzedała Stanom Zjednoczonym półwysep Alaskę (za 7,2 mln dolarów).
Równocześnie w latach 1868–1887 cesarstwo rosyjskie dokonało sukcesywnych podbojów Chanatów Chiwy, Buchary, Samarkandy i Taszkentu w Azji Środkowej, które zamieszkane były przez plemiona Kirgizów, Kazachów, Uzbeków, Tadżyków i inne, częściowo prowadzące koczowniczy tryb życia i funkcjonujące w zacofanych strukturach feudalno-patriarchalnych.

### Polityka bałkańska
Bezpośrednio po wojnie krymskiej Rosja nie angażowała się w większym stopniu w sprawy bałkańskie, by nie narazić się mocarstwom zachodnim. Jednakże ruchy narodowowyzwoleńcze na Półwyspie Bałkańskim narastały nieustannie, wymuszając na Rosji politykę aktywnego ich wspierania. W 1875 wybuchły powstania w Bośni i Bułgarii, a rok później Serbia i Czarnogóra wypowiedziały wojnę Turcji. Wojska tureckie bezwzględnie rozprawiły się z powstańcami bułgarskimi i rozbiły siły serbskie, mimo ich wsparcia przez tysiące ochotników z Rosji i całej Europy. Wówczas, po wcześniejszym zapewnieniu neutralności Austrio-Węgier i Niemiec, do wojny przystąpiła także Rosja. Wojna rosyjsko-turecka trwała od 24 kwietnia 1877 do 31 stycznia 1878.
Mimo problemów, związanych z niedokończoną reorganizacją swych sił zbrojnych i trudnościami w zaopatrzeniu, i twardego oporu tureckiego, w styczniu 1878 Rosjanie ponownie, jak w 1829, podeszli w pobliże Konstantynopola. Znów mogli go zdobyć, czego nie uczynili ze względu na stanowisko mocarstw zachodnich, ciągle opowiadających się za utrzymaniem imperium tureckiego, a przeciwko hegemonii Rosji we wschodniej części basenu Morza Śródziemnego. Gdy więc w lutym 1878 zawarty został traktat pokojowy rosyjsko-turecki w San Stefano pod Stambułem, mocarstwa zachodnie zażądały jego rewizji. Dokonano jej po kilku miesiącach na kongresie berlińskim z udziałem Wielkiej Brytanii, Francji, Austro-Węgier, Niemiec, Rosji i Turcji. Ograniczono na nim wielkość Bułgarii, która nadal miała być uzależniona od Turcji, zmniejszono też terytorium Serbii i Czarnogóry, jednak przyznając im i Rumunii pełną niepodległość. Rosja odzyskała południową Besarabię, Bośnia dostała się pod administrację Austrii, zaś Turcja utrzymała jeszcze Macedonię i Albanię.

### Zwalczanie terroru antypaństwowego
Zwycięska wojna rosyjsko-turecka nie wpłynęła na osłabienie demokratycznych i socjalistycznych ruchów opozycyjnych w Rosji. Były one wszakże skutecznie i bezwzględnie zwalczane, głównie przez tajną policję i żandarmerię. Niektóre z bardziej radykalnych organizacji zmieniły więc swą taktykę działania i w odpowiedzi na terror policyjny zaczęły stosować terror antypaństwowy. Dotyczyło to m.in. organizacji Narodnaja Wola, której komitet wykonawczy podjął decyzję o zabiciu cara. Łącznie na cara zorganizowano siedem zamachów, w tym pierwszy w 1866 roku. Z sześciu prób odebrania mu życia władca wyszedł bez szwanku (zarówno na skutek zbiegów okoliczności, jak i nieudolności sprawców).
Odpowiedzią cara na nasilające się ataki i zamachy były nie tylko represje kierowane wprost przeciwko wszelkim ruchom terrorystycznym. Aleksander powołał na stanowisko przewodniczącego Najwyższej Komisji Zarządzającej (będącego kimś w rodzaju premiera), a następnie ministra spraw wewnętrznych, Michaiła Loris-Melikowa. Loris Melikow proponował połączenie zasad silnej władzy z zasadami liberalizmu. Za sprawę najważniejszą uznał skoncentrowanie władzy administracyjnej w rękach jednego człowieka. Złagodził nieco represje, ograniczył cenzurę, usunął znienawidzonego ministra oświaty, Dymitra Tołstoja . Nie zaniechał jednak polowania na nihilistów ani walki z terroryzmem. Groźba ponownego zamachu na cara stawała się w związku z tym znowu bardzo realna.

### Ostatni zamach

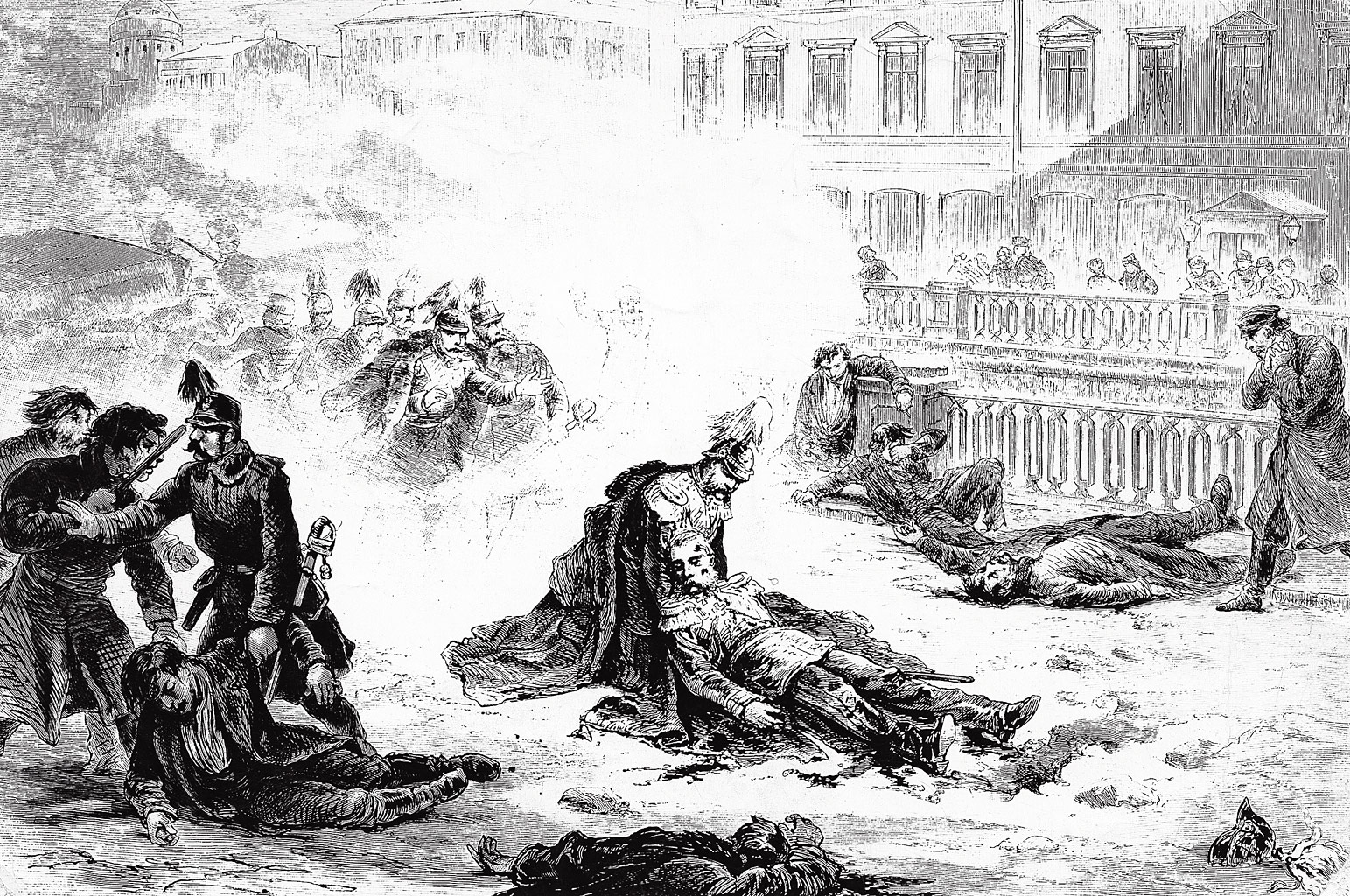
Zabójstwo Aleksandra II, rysunek autorstwa G. Brolinga, rok 1881

W 1880 r. na czele kolejnej już grupy zamachowców z organizacji Narodnaja Wola stanął Andriej Żelabow. Tym razem zamierzano przeprowadzić atak na ulicach Petersburga. Zamachowcy uznali, że całe przedsięwzięcie ma szanse powodzenia tylko wtedy, gdy spiskowcy dokładnie poznają plan dnia monarchy oraz trasy, którymi porusza się po stolicy. W tym celu zorganizowano grupę obserwacyjną. Dowodziła nią partnerka Żelabowa, Sofia Pierowska. Ustalono dwie trasy poruszania się monarchy. Gdyby kareta z carem poruszała się pierwszą trasą, miano detonować potężny ładunek wybuchowy zainstalowany w podkopie obok sklepiku z serami przy ulicy Sadowej. W razie gdyby mechanizm zawiódł, do akcji mieli wkroczyć miotacze bomb. Odgrywali oni również kluczową rolę w przypadku, gdyby władca podróżował drugą trasą, nabrzeżem Katarzyny. Akcja omal nie spaliła na panewce, ponieważ w przededniu ataku tajna policja aresztowała Żelabowa. To jednak nie zniechęciło Sofii Pierowskiej, która przejęła dowodzenie. Wszystko miało przebiegać zgodnie z wcześniej ustalonym planem. 
13 marca 1881 carski poczet pojechał drugą trasą. Pierwszą bombę rzucił Nikołaj Rysakow, ale ładunek wybuchł z tyłu karety i Aleksander II wyszedł z zamachu bez szwanku. Członkowie świty prosili władcę o szybkie opuszczenie miejsca zamachu, lecz car chciał się upewnić, że ranni – przypadkowe ofiary zamachu – otrzymają pomoc medyczną. Wtedy drugą bombę rzucił Ignacy Hryniewiecki. Rannych zostało dwadzieścia osób. Wśród nich był również Aleksander II, który w stanie krytycznym został odwieziony do Pałacu Zimowego, gdzie zmarł. Tylko kilka godzin dłużej żył Hryniewiecki. On także został poważnie ranny w wyniku wybuchu i z powodu tych obrażeń zmarł.

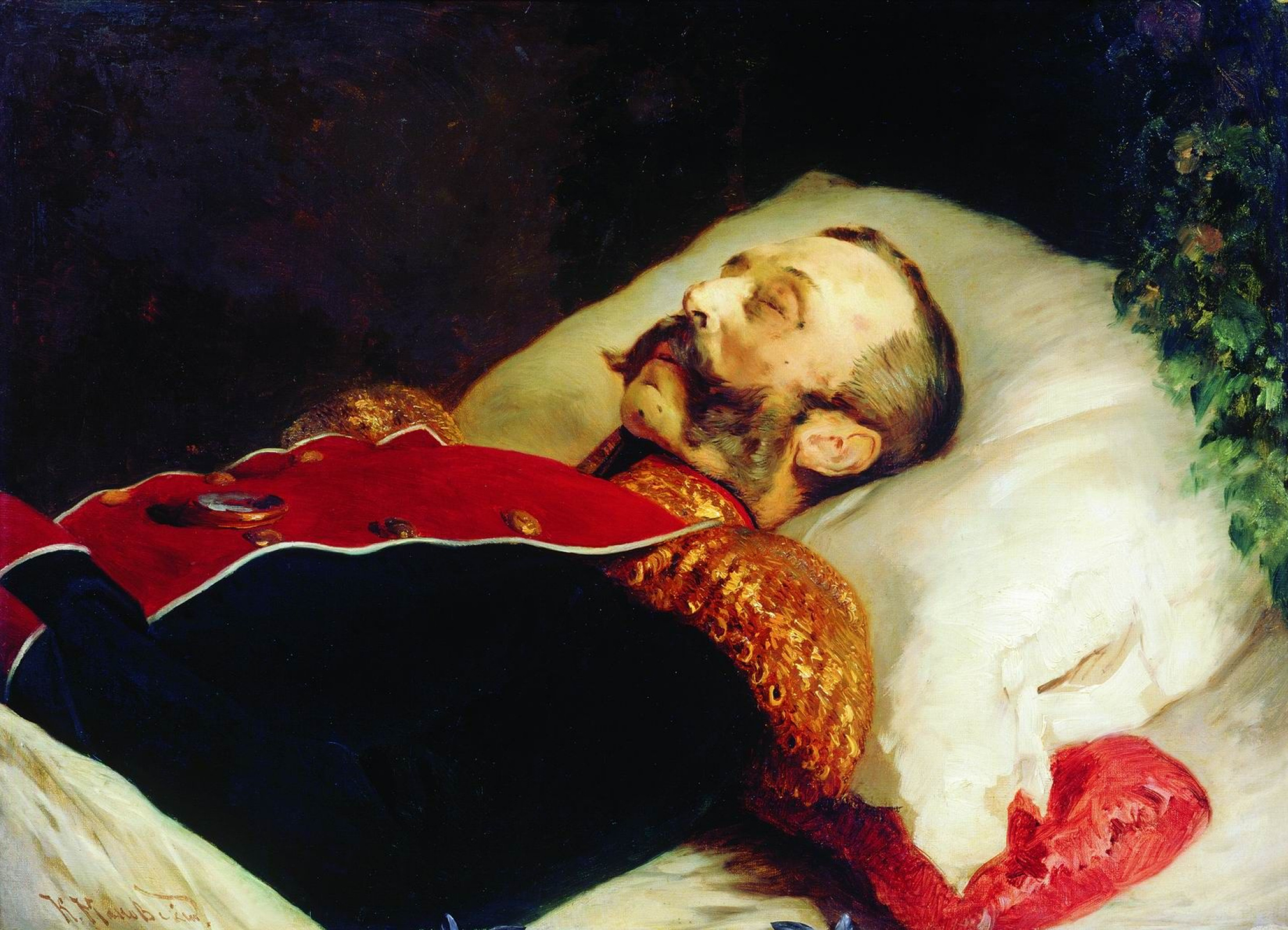
Aleksander II na łożu śmierci, portret 1881

### Śmierć
Śmierć cesarza przekreśliła plany wprowadzenia ważnej reformy społeczno-ustrojowej, ograniczającej samodzierżawie. Wywołała skrajne reakcje zarówno w Rosji, jak i na świecie. Jedni wyrażali oburzenie i przerażenie na myśl o zamachowcach, inni cieszyli się, że Opatrzność uratowała Rosję od terroru i innych jeszcze większych nieszczęść. Tron po Aleksandrze II przejął jego syn Aleksander III (1881–1894), który wrócił do polityki despotyzmu, cofając część reform demokratycznych ojca.
W miejscu zamachu wybudowano Sobór Zbawiciela na Krwi lub inaczej Sobór Zmartwychwstania Pańskiego w stylu staroruskim, ściśle nawiązującym do cerkwi Wasyla Błogosławionego w Moskwie. Ta pełna mozaik świątynia została ocalona przed planowanym wyburzeniem przez wybuch wojny niemiecko-radzieckiej w 1941 r.

### Potomstwo

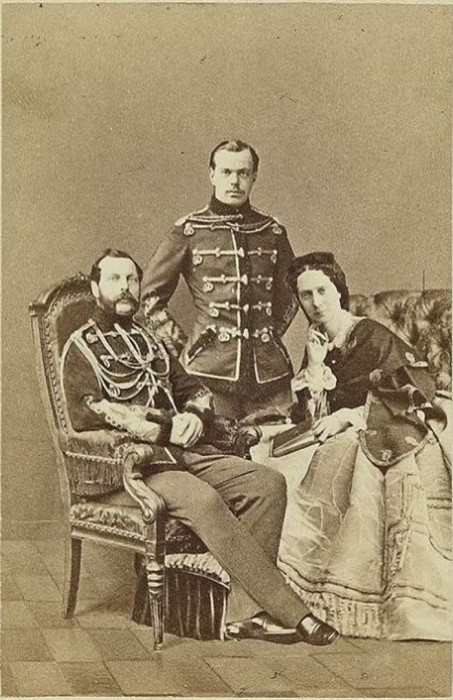
Aleksander II z żoną, i synem Aleksandrem

Aleksander II i Maria mieli ośmioro dzieci:
- Aleksandrę Aleksandrowną (1842–1849),
- Mikołaja (1843–1865),
- Aleksandra III (1845–1894),
- Włodzimierza Aleksandrowicza (1847–1909), męża Marii, księżniczki Meklemburgii-Schwerinu,
- Aleksego Aleksandrowicza (1850–1908), męża Aleksandry, hrabiny Żukowskiej,
- Marię Aleksandrowną (1853–1920), żonę Alfreda, księcia Edynburga,
- Sergiusza Aleksandrowicza (1857–1905), męża Elżbiety, księżniczki Hesji,
- Pawła Aleksandrowicza (1860–1919), męża najpierw Aleksandry, księżniczki Grecji, a potem Olgi Walerianownej Paley.

Ze związku z Katarzyną Dołgorukową miał car czworo dzieci, którym nadano nazwisko Juriewski:
- Georgija Aleksandrowicza (1872–1913)
- Olgę Aleksandrowną (1874–1925)
- Borysa Aleksandrowicza (1876–1876)
- Katarzynę Aleksandrowną (1878–1959)

### Genealogia
| Prapradziadkowie                               | książę Holsztynu-Gottorp Karol Fryderyk Holsztyński (1700–1739) ∞1725 Anna Piotrowna (1708–1728) | książę Krystian August Anhalt-Zerbst (1690–1747) ∞1724 Joanna Elżbieta Szlezwika-Holsztynu-Gottorp (1712–1760) | książę Wirtembergii Karol Aleksander Wirtemberski (1684–1737) ∞ 1727 Maria Augusta Thurn und Taxis (1706–1756)                    | margrabia Fryderyk Wilhelm z Brandenburgii-Schwedt (1700–1771) ∞1734 Zofia Dorota Pruska (1719–1765)                              | książę August Wilhelm Hohenzollern (1722–1758) ∞1742 Luiza Amelia z Brunszwiku-Wolfenbüttel (1722–1780)     | landgraf Hesji-Darmstadt Ludwik IX (1719–1790) ∞1741 Karolina Wittelsbach (Pfalz-Zweibrücken) (1721–1774)   | książę Karol Ludwik Meklemburski (1708–1752) ∞1735 Elżbieta Albertyna z Saksonii-Hildburghausen (1713–1761) | książę Jerzy Wilhelm z Hesji-Darmstadt (1722–1782) ∞1748 Maria Luiza Albertyna Leiningen-Dagsburg-Falkenburg (1729–1818) |
| Pradziadkowie                                  | cesarz Rosji Piotr III Romanow (1728–1762) ∞1745 Katarzyna II Wielka1) (1729–1796)               | cesarz Rosji Piotr III Romanow (1728–1762) ∞1745 Katarzyna II Wielka1) (1729–1796)                             | książę Wirtembergii Fryderyk Eugeniusz Wirtemberski (1732–1797) ∞ 1753 Fryderyka Dorota Zofia z Brandenburgii-Schwedt (1736–1798) | książę Wirtembergii Fryderyk Eugeniusz Wirtemberski (1732–1797) ∞ 1753 Fryderyka Dorota Zofia z Brandenburgii-Schwedt (1736–1798) | król Prus Fryderyk Wilhelm II Hohenzollern (1744–1797) ∞ 1769 Fryderyka Luiza z Hesji-Darmstadt (1751–1805) | król Prus Fryderyk Wilhelm II Hohenzollern (1744–1797) ∞ 1769 Fryderyka Luiza z Hesji-Darmstadt (1751–1805) | książę Meklemburgii-Strelitz Karol II (1741–1816) ∞1768 Fryderyka Karolina z Hesji-Darmstadt (1752–1782)    | książę Meklemburgii-Strelitz Karol II (1741–1816) ∞1768 Fryderyka Karolina z Hesji-Darmstadt (1752–1782)                 |
| Dziadkowie                                     | cesarz Rosji Paweł I Romanow (1754–1801) ∞1776 Maria Fiodorowna2) (1759–1828)                    | cesarz Rosji Paweł I Romanow (1754–1801) ∞1776 Maria Fiodorowna2) (1759–1828)                                  | cesarz Rosji Paweł I Romanow (1754–1801) ∞1776 Maria Fiodorowna2) (1759–1828)                                                     | cesarz Rosji Paweł I Romanow (1754–1801) ∞1776 Maria Fiodorowna2) (1759–1828)                                                     | król Prus Fryderyk Wilhelm III Pruski (1770–1840) ∞ 1793 Luiza z Meklemburgii-Strelitz (1776–1810)          | król Prus Fryderyk Wilhelm III Pruski (1770–1840) ∞ 1793 Luiza z Meklemburgii-Strelitz (1776–1810)          | król Prus Fryderyk Wilhelm III Pruski (1770–1840) ∞ 1793 Luiza z Meklemburgii-Strelitz (1776–1810)          | król Prus Fryderyk Wilhelm III Pruski (1770–1840) ∞ 1793 Luiza z Meklemburgii-Strelitz (1776–1810)                       |
| Rodzice                                        | cesarz Rosji Mikołaj I Romanow (1796–1855) ∞1817 Aleksandra Fiodorowna3) (1798–1860)             | cesarz Rosji Mikołaj I Romanow (1796–1855) ∞1817 Aleksandra Fiodorowna3) (1798–1860)                           | cesarz Rosji Mikołaj I Romanow (1796–1855) ∞1817 Aleksandra Fiodorowna3) (1798–1860)                                              | cesarz Rosji Mikołaj I Romanow (1796–1855) ∞1817 Aleksandra Fiodorowna3) (1798–1860)                                              | cesarz Rosji Mikołaj I Romanow (1796–1855) ∞1817 Aleksandra Fiodorowna3) (1798–1860)                        | cesarz Rosji Mikołaj I Romanow (1796–1855) ∞1817 Aleksandra Fiodorowna3) (1798–1860)                        | cesarz Rosji Mikołaj I Romanow (1796–1855) ∞1817 Aleksandra Fiodorowna3) (1798–1860)                        | cesarz Rosji Mikołaj I Romanow (1796–1855) ∞1817 Aleksandra Fiodorowna3) (1798–1860)                                     |
| Aleksander II Romanow (1818–1881) cesarz Rosji |                                                                                                  | | | | | | | |

1. właściwie: Zofia Fryderyka Augusta Anhalt Zerbst.
2. właściwie: Zofia Dorota Wirtemberska.
3. właściwie: Fryderyka Luisa Charlotta Wilhelmina Hohenzollern.

## Odznaczenia
W 1829 odznaczony Orderem Orła Białego.